# Denise Berthoud
Pour l’article homonyme, voir Berthoud (homonymie).
Denise Berthoud, née le 27 septembre 1916 à Neuchâtel et morte le 26 février 2005 dans la même ville, est une féministe, présidente de l'Alliance de sociétés féminines suisses de 1955 à 1959 et la grande commission de l'Exposition suisse pour le travail féminin Saffa 1958. 

### Origines et famille
Denise Berthoud  naît le 27 septembre 1916. Elle est originaire de Neuchâtel et Boudevilliers. 
Son père est le conseiller national radical Henri Berthoud ; sa mère est née Louise Anna Marianne Perrier. Son grand-père paternel est le conseiller d'État et conseiller aux États radical Jean-Édouard Berthoud. 

### Études et parcours professionnel
En 1942, Denise Berthoud achève des études de droit et de sciences actuarielles à l'Université de Neuchâtel.  
Elle obtient par la suite le brevet d'avocat et exerce cette profession. 

### Engagement féministe
Membre du comité de l'Alliance de sociétés féminines suisses à partir de 1952, Denise Berthoud exerce la présidence de l'organisation de 1955 à 1959. Elle la représente notamment au sein de la Commission fédérale pour la politique commerciale de 1957 à 1979 et au Conseil de la défense nationale (Conseil de défense générale à partir de 1981) de 1958 à 1986.
Elle préside également la grande commission de l'Exposition suisse pour le travail féminin Saffa 1958.

### Autres mandats
- 1959 à 1986 : membre du conseil d'administration de la société d'assurances Alstadt[1].

- 1958 à 1969 : membre de la direction de la Croix-Rouge suisse[1].

- 1968 à 1980 : vice-présidente du Forum Helveticum[1].

### Vie privée
Denise Berthoud est de confession protestante et reste célibataire.

### Mort
Denise Berthoud meurt le 26 février 2005 à Neuchâtel, à l'âge de 88 ans. 

## Publications
- L'assurance des marchandises contre les risques de transport : conditions générales suisses de 1940, Neuchâtel, Delachaux et Niestlé, 1942, 269 p.

### Fonds d'archives
- Coll. biogr., Gosteli-Stiftung, Worblaufen